# Вардло-Рамзай, Роберт Джордж
Роберт-Джордж Вардло-Рамзай FLS, FZS (1852—1921) — британский офицер и натуралист. Служил в Индии, Афганистане и Бирме, а также на Андаманских островах. Участвовал в Первой англо-афганской войне. С 1882 года в отставке. Интересовался орнитологией с детства, уже в возрасте двадцати лет стал членом Британского орнитологического союза. Позже, в 1913—1918 годах, он являлся его президентом.

## Труды
- Guide to the birds of Europe and North Africa (1923, работа была опубликована посмертно)[5][6][7]